# Yamaha YMF262

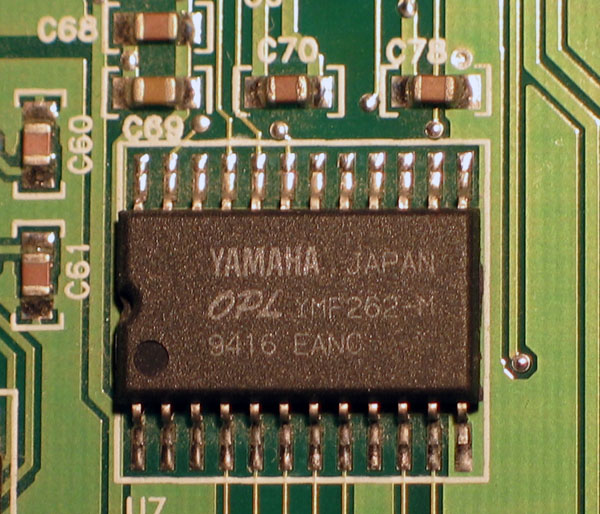
Yamaha YMF262

De Yamaha YMF262, ook bekend als OPL3 is een doorontwikkelde, verbeterde versie van de YM3812 (OPL2). Het beschikt over de volgende additionele eigenschappen:
- 18 in plaats van 9 geluidkanalen
- eenvoudige stereo-installatie (hard links, centrum of hard rechts)
- 4 nieuwe golfpatronen (afwisselend sinus, "kameel"-sinus, vierkante en logaritmische zaag)
- 4 oscillatormodi (combineert 2 kanalen samen, voor maximaal 6 kanalen)
- kortere tijdsbesteding aan "bezig-wachten" op een reactie van de geluidschip
- verbeterde latency en systeemprestaties (OPL2 vereiste vrij lange vertragingen)

Deze chip wordt gebruikt onder andere door de Soundblaster 16, Sound Blaster Pro 2.0 en AdLib Gold.
OPL: YM3526 · MSX-AUDIO: Y8950 · OPL II: YM3812 · OPL3: YMF262 · OPL4: YMF278B

OPLL: YM2413 · OPM: YM2151

OPN: YM2203 · YM2270 · OPNA: YM2608 · OPNB: YM2610 · OPN2: YM2612 · OPN2C: YM3438

OPP: YM2164 · OPQ: YM3806 · OPS: YM21280 · OPU: YM3420 · OPZ: YM2414 · SSG: YM2149

YM2148 · YM2154 · YM2163 · YM2164